# 訃報 2007年2月
訃報 2007年2月（ふほう 2007ねん2がつ）では、2007年2月中に物故した、又は物故が報じられた人物についてまとめる。

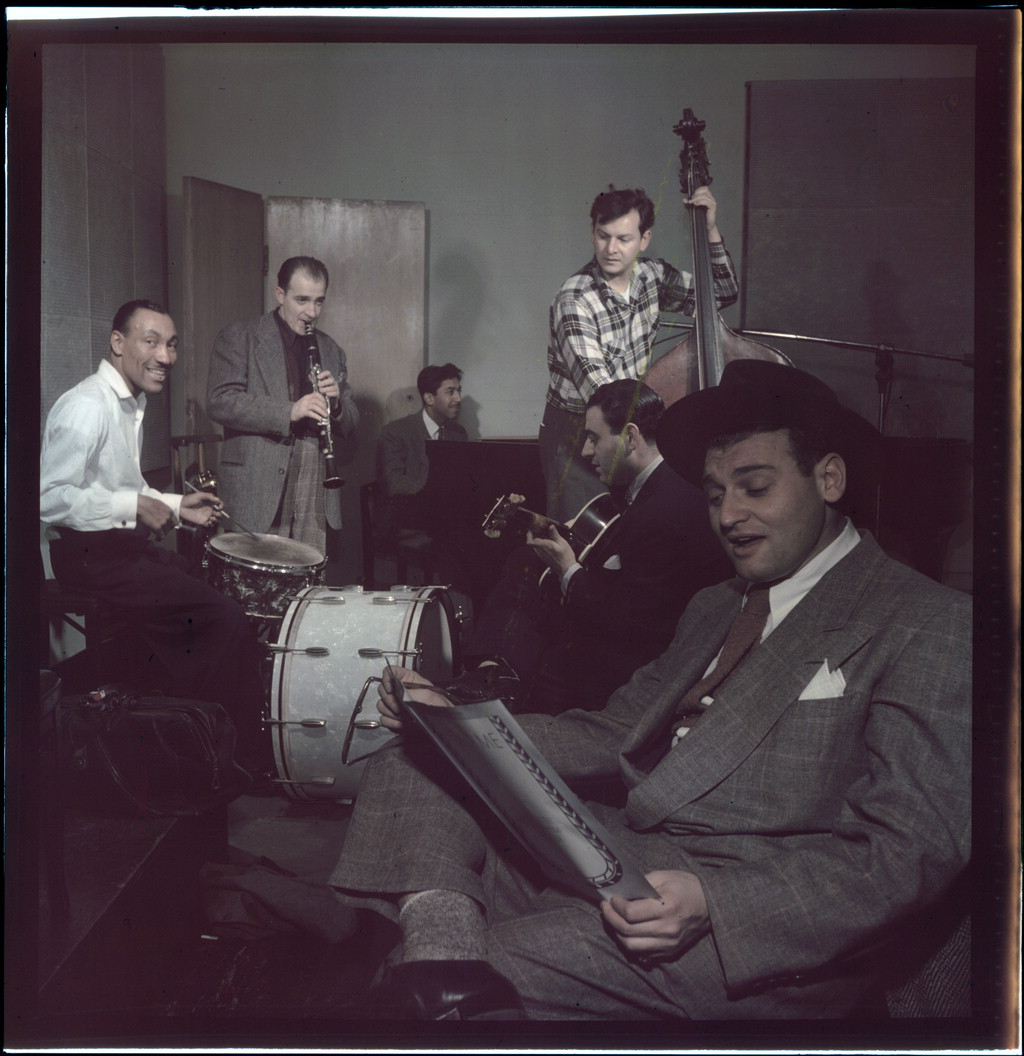
フランキー・レイン（右）／2月6日没

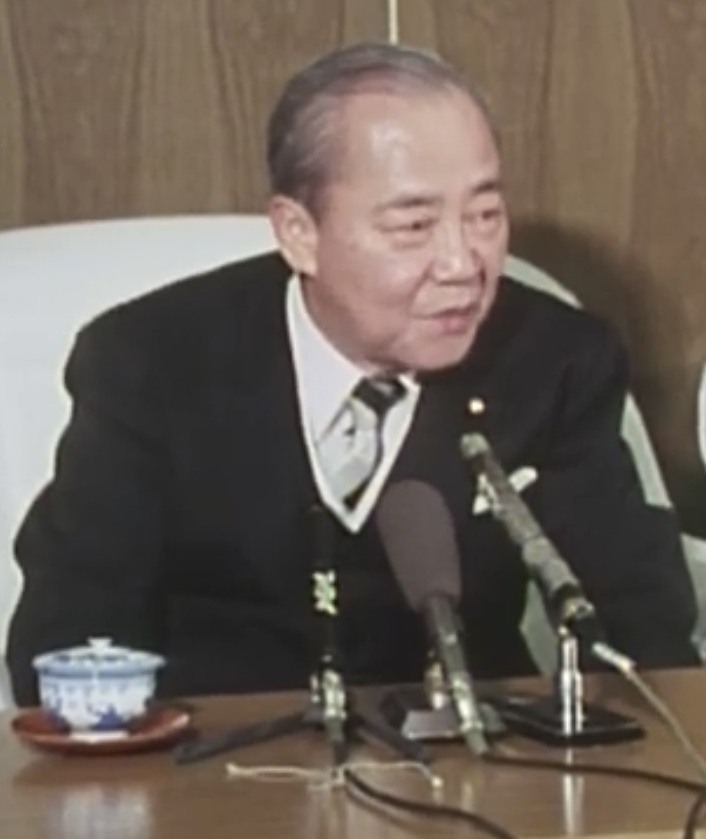
細田吉蔵／2月11日没

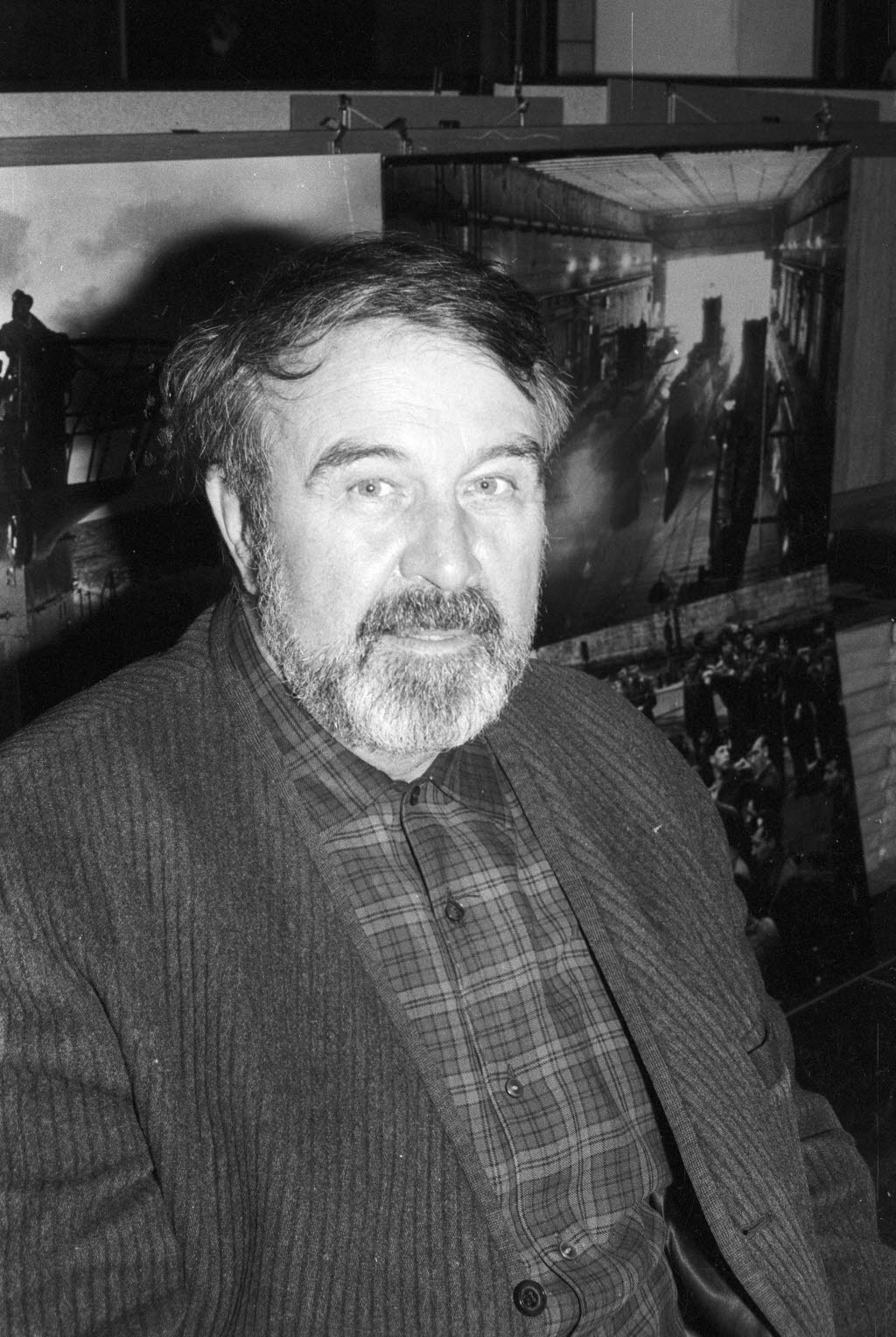
ロータル＝ギュンター・ブーフハイム／2月22日没

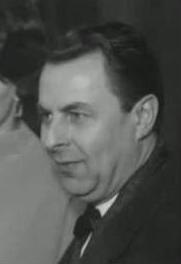
フォンス・ラデメーカーズ／2月22日没

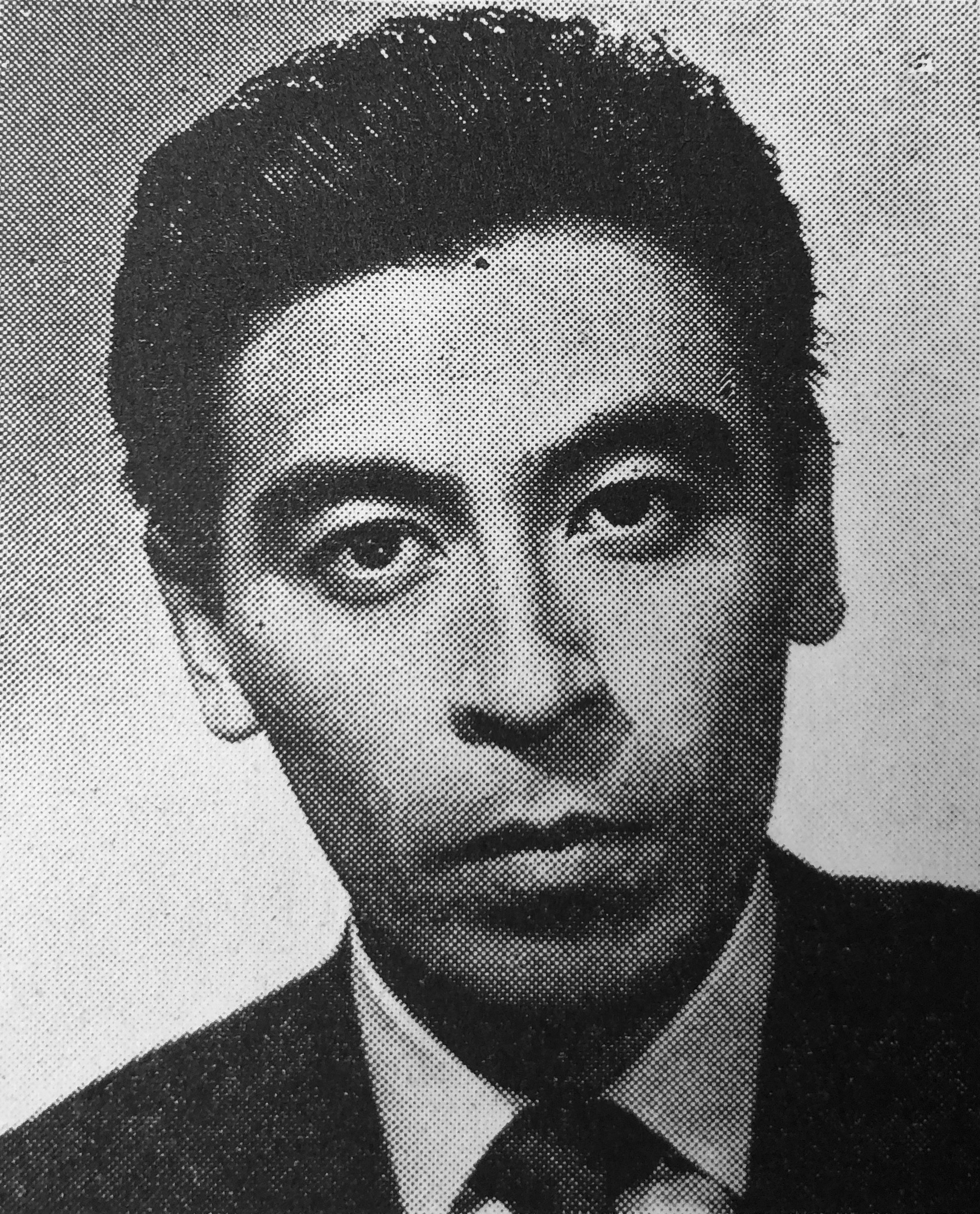
高松英郎／2月26日没

## （1日 - 14日）
- 2月1日 - ジャン＝カルロ・メノッティ、オペラ作曲家（* 1911年）
- 2月2日 - 竹本正男、日本体育大学名誉教授（* 1919年）
- 2月2日 - 大杉君枝、日本テレビアナウンサー（* 1963年）
- 2月3日 - 宍戸睦郎、作曲家、元洗足学園大学教授・音楽学部長（* 1929年）
- 2月5日 - 生恵幸子、漫才師（* 1923年）
- 2月5日 - 津田博明、グリーンツダボクシングクラブ初代会長（* 1944年）
- 2月6日 - 山本幸雄、元自治大臣、自由民主党代議士（* 1911年）
- 2月6日 - フランキー・レイン、歌手（* 1913年）
- 2月6日 - 渡辺和博、イラストレーター、エッセイスト（* 1950年）
- 2月7日 - アラン・マクダイアミッド、化学者、ノーベル化学賞受賞者（* 1927年）
- 2月7日 - 星山博之、脚本家（* 1944年）
- 2月8日 - アンナ・ニコル・スミス、モデル、女優（* 1967年）
- 2月9日 - ベネディクト・カイリー、作家（* 1919年）
- 2月10日 - 式守錦太夫 (10代)、大相撲行司（* 1940年）
- 2月10日 - すぎ恵美子、漫画家（* 1959年）
- 2月10日 - チョン・ダビン、韓国の女優（* 1980年）
- 2月11日 - 細田吉蔵、元防衛庁長官、運輸大臣、自由民主党衆議院議員（* 1912年）
- 2月12日 - 大久保怜、司会者（* 1920年）
- 2月13日 - エリアナ・ラモス、ウルグアイのモデル（* 1988年）
- 2月14日 - 龍飛雲、武道家（* 1955年）

## （15日 - 28日）
- 2月15日 - ロバート・アドラー、発明家（* 1913年）
- 2月15日 - 成田小五郎、歌人（* 1914年）
- 2月15日 - レイ・エバンズ、作詞家（* 1915年）
- 2月16日 - 橘俊二、元日本臓器製薬専務取締役
- 2月17日 - マイク・アルフォンソ、プロレスラー（* 1965年）
- 2月18日 - 松田清、プロ野球選手（東京読売巨人軍）（* 1930年）
- 2月21日 - 大田学、真剣師（* 1914年）
- 2月21日 - 岸本吟一、映画制作者（* 1920年）
- 2月22日 - ロータル＝ギュンター・ブーフハイム、小説家、画家（* 1918年）
- 2月22日 - フォンス・ラデメーカーズ、映画監督（* 1920年）
- 2月23日 - 鳥居滋夫、元フジテレビジョンアナウンサー（* 1933年）
- 2月23日 - 高森邦夫、元青森放送アナウンサー、取締役副社長（* 1936年）
- 2月23日 - パスカル・ヨアジマナジ、チャド首相（* 1950年?）
- 2月23日 - 池田晶子、文筆家（* 1960年）
- 2月24日 - ハーマン・ブリクス、陸上競技選手（* 1906年）
- 2月25日 - 飯田龍太、俳人、評論家（* 1920年）
- 2月26日 - 高松英郎、俳優（* 1929年）
- 2月26日 - 坂谷真史、競艇選手（* 1980年）
- 2月28日 - アーサー・シュレジンジャー、歴史家（* 1917年）
- 2月28日 - 池端清一、元国土庁長官、日本社会党衆議院議員（* 1929年）